# José Alcala
José Alcala est un réalisateur et scénariste français.

## Filmographie

### Réalisateur
- 1987 : Via Ventimiglia (court métrage)
- 1989 : La vallée du Lot (documentaire)
- 1991 : Case départ (court métrage)
- 1995 : Une boutique d'écriture (documentaire)
- 1996 : Mémoires de la Paillade (documentaire)
- 1998 : Les gagne petit (court métrage)
- 1999 : La visite (court métrage)
- 2005 : Alex
- 2006 : Frigo (court métrage)
- 2009 : Les Sentinelles de Thau (documentaire)
- 2010 : Les Molex, des gens debout (documentaire)
- 2011 : Coup d'éclat
- 2013 : Encore debout ! (documentaire)
- 2014 : Combattants de la liberté (documentaire)
- 2019 : Qui m'aime me suive !

### Scénariste
- 2005 : Alex
- 2011 : Coup d'éclat